# Ride Along: Next Level Miami
Ride Along: Next Level Miami (Originaltitel: Ride Along 2) ist eine US-amerikanische Filmkomödie des Regisseurs Tim Story aus dem Jahr 2016 und die Fortsetzung von Ride Along aus dem Jahr 2014. In den Hauptrollen sind erneut Kevin Hart und Ice Cube zu sehen. Der Film hatte am 6. Januar 2016 in den Vereinigten Staaten seine Premiere und kam dort landesweit am 15. Januar 2016 in die Kinos. Im deutschsprachigen Raum wurde er am 21. Januar 2016 veröffentlicht.

## Handlung
Während einer Party auf seiner Yacht in Miami ruft Antonio Pope den Leiter des Hafens an und bezichtigt ihn, die für eine hohe Bestechungszahlung vereinbarte Gegenleistung nicht erbracht zu haben. Noch während des Telefonats wird der Hafenleiter von Popes Auftragsmörder erschossen. Popes Hacker A. J. hört das Telefonat heimlich mit und wird so Zeuge des Mords.
Währenddessen sind James und sein Partner Detective Mayfield damit beauftragt, in Atlanta verdeckt gegen einen Drogendealer namens Troy zu ermitteln und versuchen, ihm Drogen abzukaufen. Ben, der gerade seine Ausbildung zum Streifenpolizisten abgeschlossen hat, möchte unbedingt wie sein zukünftiger Schwager James Detective werden. Doch James verbietet dem aus seiner Sicht inkompetenten Ben ausdrücklich, sich einzumischen.
Während des Drogendeals zieht Troy plötzlich eine Waffe. Gerade als James die Situation beruhigen kann, erscheint plötzlich Ben, der James und Mayfield zur Hilfe kommen will. Als dem ungeschickten Ben seine Polizeimarke auf den Boden fällt, fliegen die drei auf und es kommt zu einer Schießerei, bei der mehrere Drogendealer getötet werden und Mayfield verletzt wird.
Troy flieht in einem Auto, kann jedoch kurz später von James und Ben gestellt werden. Die beiden finden bei Troy einen USB-Stick.
Aufgrund der Hinweise auf dem USB-Stick beauftragt Lieutenant Brook James damit, in Miami nach Troys Hintermann zu suchen. Weil Mayfield verletzt ist, bittet Ben James, ihn als sein Partner nach Miami begleiten zu dürfen. James lehnt zunächst ab, lässt sich jedoch von seiner Schwester Angela, die gleichzeitig Bens Verlobte ist, dazu überreden.
Ben und James werden in Miami zunächst bei Detective Maya Cruz und ihrem Vorgesetzten vorstellig. Dann verhaften sie den Hacker A. J. Dieser führt die beiden in einen Nachtklub, weil er dort Hinweise vermutet. Im Klub erscheint jedoch plötzlich Popes Auftragskiller, der A. J. töten möchte, weswegen es zur Schießerei mit Ben und James kommt. Im Tumult können A. J. und der Auftragskiller fliehen. Vor dem Klub schafft es der misstrauische James, Ben aus seinem Auto zu ziehen und ihn so vor einer detonierenden Autobombe zu retten.
Mithilfe von A. J.s Telefon und einer seiner Freundinnen gelingt es Ben und James, A. J. erneut ausfindig zu machen. Auf dem Rückweg werden sie von zwei Fahrzeugen verfolgt und beschossen, doch Ben und James gelingt es, die Verfolger abzuhängen.
Später treffen sie Maya und ihren Kollegen Alonso. A. J. erzählt, dass Pope – eigentlich ein angesehener und erfolgreicher Geschäftsmann – der Drogenboss ist, nachdem sie suchen. Auch Mayas Kollege Alonso bestätigt dies. Überdies erklärt A. J., dass Pope ihn töten wolle, weil A. J. ihm Geld gestohlen hat.
Maya, Ben und James schleichen sich daher unter falschem Namen auf eine Party in Popes Villa, um an Informationen aus seinem Computer zu gelangen. Dies gelingt ihnen auch, doch Pope stellt sie und entlarvt sie als Polizisten, lässt sie aber gehen.
Mit den erlangten Informationen machen die drei und A. J. einen LKW-Konvoi im Hafen von Miami ausfindig, in dem sie Beweismaterial zu Lasten von Pope vermuten. Einer der LKWs ist nicht registriert, weswegen sie ihn anhalten. In der Kontrolle müssen sie allerdings feststellen, dass der LKW leer ist. Seltsamerweise erscheint Mr. Nunez, der neue Leiter des Hafens. Er kritisiert das Team für die Belästigung Popes. Dann erscheint der verärgerte Pope selbst, der als reicher Geschäftsmann seine Verbindungen hat spielen lassen – James wird von Lieutenant Brook angewiesen, zurück nach Atlanta zu kommen und Ben wird sogar entlassen, da er noch Polizist auf Probe ist.
Maya fällt später auf, dass Nunez außergewöhnlich schnell am Hafen erschienen ist. A. J. erwähnt dann, dass Nunez auf einer Gehaltsliste Popes stand. Das Team versteht nun, dass Pope ihnen eine Falle gestellt hatte und sie absichtlich zu einem leeren Truck geführt hat, um sie vor ihren Vorgesetzten bloßzustellen und so die Ermittlungen von sich abzulenken.
Das Team begibt sich daher in den Hafen. Als sie einen Container kontrollieren und darin Schusswaffen finden, entpuppt sich auch dies als Falle – sie werden von Pope und seinen Männern gestellt und angegriffen. Es kommt zur Schießerei, bei der Popes Männer getötet werden. Pope versucht mit einem LKW zu fliehen, wird jedoch von Ben gestoppt, der mithilfe eines Gabelstaplers einen Container in seine Fahrtstrecke wirft und einen Unfall verursacht. Als Maya und James die Fahrerkabine kontrollieren, werden sie von Pope überrascht, der aus dem Hinterhalt auf sie feuert. Doch Ben wirft sich in die Schusslinie und fällt getroffen zu Boden, bleibt aber dank einer kugelsicheren Weste unverletzt. Daraufhin strecken Maya und James Pope mit mehreren Schüssen nieder. Als Pope sich erneut aufrichtet und zwei weitere Male auf James schießt, benutzt dieser Ben als Schutzschild. Erst jetzt gelingt es Maya, Pope endgültig zu erschießen.
Das Team wird für die ausgezeichnete Ermittlungsarbeit gelobt. In der Schlussszene heiraten Ben und Angela. Maya begleitet James zur Hochzeit. In seiner Rede lobt James Ben als ausgezeichneten Polizisten und heißt ihn in seiner Familie willkommen.

## Hintergrund
Bereits im April 2013, neun Monate vor der Veröffentlichung des ersten Teils, gab Universal Pictures bekannt, dass es eine Fortsetzung zum Film geben würde. Die Dreharbeiten liefen vom 7. Juli 2014 bis zum 16. September 2014. Gedreht wurde unter anderem in South Beach in Miami, in Fort Lauderdale und in Atlanta.

## Kritik
Der Film erhielt durchschnittliche bis schlechte Bewertungen. Auf Rotten Tomatoes hält er eine Bewertung von 14 %, basierend auf 121 Kritiken und einer Durchschnittsbewertung von 3,9/10. Vom Publikum erhielt er auf der Seite jedoch eine Bewertung von 48 %, basierend auf über 25.000 Bewertungen. Auf Metacritic erhielt Ride Along: Next Level Miami einen Metascore von 32/100, basierend auf 29 Kritiken.
Der Filmdienst urteilt, „in der seichten Mischung aus ‚Miami Vice‘ und ‚Police Academy‘ harmonieren Ice Cube als ‚erwachsener‘ Polizist und Stand-Up-Comedian Kevin Hart als sein kindischer Gegenpart, doch reiben sie und die anderen Darsteller sich am platten Drehbuch auf“. Gelobt werden hingegen „der HipHop-lastige Soundtrack und die an Musikvideos angelehnte Ästhetik“.
Harald Ringel von filmstarts.de sagt in seinem Fazit zum Film: „Es zünden zwar längst nicht alle Gags, dennoch ist dieser durchaus gelungene Mix aus Action-Krimi und Buddy-Komödie eine deutliche Steigerung gegenüber dem ersten Film.“